# ジャン・ラフォルジュ
ジャン・ラフォルジュ（Jean Laforge, 1925年8月7日 - ）は、フランスの指揮者、ピアノ奏者。
パリ出身。５歳から音楽を学び、エコールノルマル音楽院でマグダ・タリアフェロとエヴァ・デュメニルにピアノを学び、1943年に卒業。同年、パリ音楽院に入学してジャン・ドワイアンにピアノを学び、1945年にプルミエ・プリを得た。1946年からピアノ奏者として演奏活動をはじめる。1958年からパリ・オペラ座の合唱団に指揮者として参加し、1987年まで務めた。この任期中には自らも合奏団と合唱団を組織して録音活動も行った。1987年から1995年までジュネーヴ大劇場、1996年から翌シーズンまでニース歌劇場の合唱団の指揮者を務めた。その後、2000年までオペラ＝コミック座の合唱団を指揮した。

## 注
1. ↑  アーカイブ 2019年9月14日 - ウェイバックマシン
2. ↑  ジャン・ラフォルジュ - Discogs（英語）

| スタブアイコン | サブスタブ | この項目は、まだ閲覧者の調べものの参照としては役立たない、人物に関連した書きかけの項目です。この項目を加筆・訂正などしてくださる協力者を求めています（P:人物伝/PJ:人物伝）。 |